# INDIEROR

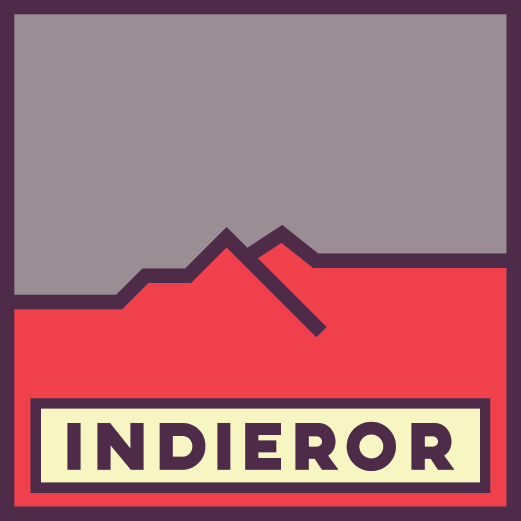
Logo da Associação INDIEROR

Predefinição:AFC submission
A associação INDIEROR é uma associação cultural sem fins lucrativos, sediada em Chaves e cujo principal foco é o trabalho desenvolvido em prol da comunidade da região de Trás-os-Montes.
De carácter independente, destaca-se pelos projetos musicais que trouxeram até Chaves músicos de referência internacional, os projetos de criação com a comunidade local e as inúmeras colaborações com distintos agentes culturais do país.
É a principal promotora e produtora cultural da região, do Auditório do Centro Cultural de Chaves, co-produtora do Festival N2 com o Município de Chaves e produtora parceira em eventos de relevância para região como a "Festa dos Povos" ou o certame "Sabores de Chaves".

## História
A INDIEROR foi fundada em 2014 por Diogo Martins Martins, Marta da Costa, Rúben Sevivas e Tiago Ribeiro, fruto da dissociação do "Movimento Cri'Arte", um movimento juvenil que dinamizava o Cine-Teatro Bento Martins e a cidade.
Com o objectivo de profissionalizar e elevar os padrões na produção cultural da cidade de Chaves, a associação aliou o potência da multimédia e da comunicação a um tipo de produção cultural que desafiava as normas, com o objectivo de "viver num lugar pudesse dar oportunidades de ver e participar em iniciativas culturais de qualidade"
De forma a dar visibilidade a projectos culturais relevantes em Trás-Os-Montes, criou a revista "Ror de Coisas", que destacava iniciativas ligadas à cultura e às artes, maioritariamente com colaboradores regionais mas que contou com ilustres participações e intervenções como o caso dos jornalistas Fernando Alves, Clara de Sousa e Pedro Pinheiro, o escritor Alexandre Parafita, os realizadores Vicente Alves do Ó e Tiago Pereira, o músico Valter Lobo, o actor Pedro Barroso, o ativista Luaty Beirão e o politico e professor António Sampaio da Nóvoa.
Este último, reconhecendo o potencial do projecto da associação, desejou em carta aberta que "este vosso ROR DE COISAS seja a maneira de cada um se escrever e, assim, inscrever Trás-os-Montes para lá dos montes."
Foi também co-fundadora do Cine Clube de Chaves.
A estreia no Auditório do Centro Cultural de Chaves deu-se com música, com o músico Valter Lobo a ser o primeiro artista a subir a palco na história da associação. Apesar da atenção por parte do público generalizado para a associação se ter dado com a vinda do músico Irlandês Glen Hansard, vencedor de um Oscar, a primeira internacionalização do projecto foi o músico de folk Britânico John Smith.
Mesmo tendo menor distinção do público e da imprensa, os projectos feitos com a comunidade tornaram-se extremamente relevantes para a associação, contribuindo para um despertar pelo interesse na cultura e uma maior percepção da sua importância na comunidade.
Os projectos de teatro com jovens nas oficinas e workshops com profissionais da área, a capacitação e educação para o cinema e os novos média em projectos como o "Plano a'Salto" e as recorrentes parcerias com escolas da região em projectos educativos, palestras e colaborações.
Em 2019 tornou-se, a par com o Município de Chaves, produtora e promotora do Festival N2, com nome e conceito inspirado na mítica EN2 que inicia em Chaves e acaba em Faro. O Festival conta com artistas de renome nacional e internacional.
Apesar de já colaborar com o certame há várias edições, em 2019 tornou-se co-produtora dos "Sabores de Chaves", escolhendo o Chef Cordeiro como padrinho. No seguinte ano de 2020, foram batidos ambos os recordes de público e vendas de produtos, num evento de enorme relevância para gastronomia a região.

### O Nome
Da junção das palavra "indie", que representa uma identidade independente, e do transmontanismo "ror", que traduz uma "enorme quantidade ou variedade" de coisas.
Reflecte o espírito independente da associação e a sua ligação ao local de onde é proveniente.

## O Método
Com um método de programação pouco usual, a associação INDIEROR tornou-se reconhecida pela forma como desenvolve um trabalho misto de programação cultural e trabalho com a comunidade, deslocando a afiliação artística (normalmente protagonizada no palco) para o contexto da cidade, do seu património, da sua gente e cultura.
Os artistas programados são convidados a pernoitar na cidade, conhecer a sua história, gastronomia e costumes, para que possam estar contextualizados antes de subir a palco.
São usuais as visitas a escolas e instituições públicas para partilha de experiências e gravações de vídeo em espaços emblemáticos da cidade.
Desta iteração resulta uma maior proximidade com o público, que sem menosprezar o usual trabalho do artista no palco, permite uma permuta de experiências e contextos entre o artista e a comunidade, com contributos claros para a evolução e comunicação cultural entre ambos.
Este método, já descrito como uma "utopia que vai de Nova Iorque a Trás-os-Montes" pela Blitz, recebeu já diversos artistas nacionais e internacionais como Glen Hansard, Lisa Hannigan, Jesse Harris, John Smith, David Keenan, Sarah McCoy, Javier Mas (músico de Leonard Cohen) ou Liam Ó Maonlaí da banda Hothouse Flowers.
Em 2018 o músico David Byrne da banda Talking Heads, realçou o método da associação INDIEROR no seu projecto "Reasons to be Cheerful", onde referiu que "há em Portugal um lugar por descobrir onde a música acontece". O extenso destaque no seu site

## Prémios e Distinções
Em 2018, David Byrne destaca a associação pelo seu método de trabalho com os artistas e a comunidade, na luta contra a desertificação em Trás-Os-Montes, no seu projecto "Reasons To Be Cheerful".
Em 2019, está nomeada para os prémios "Acesso Cultura" nas categorias de “Acessibilidade Intelectual” e “Acessibilidade Social”.
Nesse mesmo venceu o prémio de visibilidade na Gala de Empreendedorismo do Alto Tâmega, pelas presenças positivas na imprensa nacional e internacional em prol da região.
Já em 2020, o Festival N2 é nomeado para os Iberian Festival Awards, que distingue os festivais na Península Ibérica que mais se destacaram durante o ano, sendo finalista para o prémio “Best Hosting and Reception” pela forma como recebeu artistas e visitantes.

## References
1. ↑  «Glen Hansard em Chaves e Fafe». www.sabado.pt. Consultado em 4 de junho de 2020
2. ↑  «John Smith (14 de maio), Auditório do Centro Cultural de Chaves, Vila Real». NiT. Consultado em 4 de junho de 2020
3. ↑  Renascença (6 de julho de 2018). «História e multimédia. Um casamento perfeito na Ponte Romana de Chaves - Renascença». Rádio Renascença. Consultado em 4 de junho de 2020
4. ↑  «Sarah McCoy estreia-se em Portugal | Arte Sonora». Arte Sonora: Revista de Música e Instrumentos Musicais. Consultado em 4 de junho de 2020
5. ↑  «Festa dos povos mostra legionários e divindades em Chaves». www.cmjornal.pt. Consultado em 4 de junho de 2020
6. ↑  «Festa dos Povos». www.chaves.pt. Consultado em 4 de junho de 2020
7. ↑  «"Sabores de Chaves"». www.chaves.pt. Consultado em 4 de junho de 2020
8. ↑  «SIC Notícias | Fim de semana de "Sabores de Chaves"». SIC Notícias. Consultado em 4 de junho de 2020
9. ↑  «Entrevista com a encenadora Manuela Rainho e com o grupo Indie Ror: "A cultura é uma coisa séria, um país sem cultura não é nada e uma região muito menos"». Diário Atual. 6 de dezembro de 2014. Consultado em 4 de junho de 2020
10. ↑  «Movimento Cri'Arte arranca páginas "tabus" no palco do TEF». Diário Atual. 15 de março de 2013. Consultado em 5 de junho de 2020
11. ↑  Avesso, Interior do (13 de abril de 2020). «Entrevista à INDIEROR: "Obviamente é diferente programar em Chaves, Guarda ou Mirandela do que é programar em Lisboa ou no Porto"». Interior do Avesso. Consultado em 4 de junho de 2020
12. ↑  «Ror de Coisas: O Universal é o Local sem as Paredes». Ror de Coisas. Consultado em 5 de junho de 2020
13. ↑  «Valter Lobo – Concerto». www.chaves.pt. Consultado em 5 de junho de 2020
14. ↑  Blitz. «Glen Hansard regressa a Portugal em junho». Blitz
15. ↑  SAPO. «Festival N2 faz viagem musical em Chaves com Luísa Sobral, Villagers e Capicua». SAPO 24. Consultado em 5 de junho de 2020
16. ↑  «BLITZ – A utopia de David Byrne vai de Nova Iorque a Trás-os-Montes. A crónica de um concerto que foi muito mais do que isso». Jornal blitz. Consultado em 5 de junho de 2020
17. 1 2  «Home». Reasons to be Cheerful (em inglês). Consultado em 5 de junho de 2020
18. ↑  «The Undiscovered Place In Portugal Where Music Happens» (PDF)
19. ↑  «The Undiscovered Place in Portugal Where Music Happens». Reasons To Be Cheerful (em inglês). Consultado em 5 de junho de 2020
20. ↑  «Prémio Acesso Cultura». Acesso Cultura. 5 de janeiro de 2014. Consultado em 5 de junho de 2020
21. ↑  «II Gala do Empreendedorismo e das Empresas do Alto Tâmega – CIM Alto Tâmega». cimat.pt. Consultado em 5 de junho de 2020
22. ↑  «SHORTLISTED (TOP10)». talkfest (em inglês). Consultado em 5 de junho de 2020